# Смоленка (река)
Смоле́нка — река в Санкт-Петербурге. Берёт начало в Малой Неве и впадает в Финский залив. Река разделяет Васильевский остров и остров Декабристов и протекает по территориям муниципальных округов Васильевский, Морской и Остров Декабристов. Длина составляет приблизительно 3,7 км. Русло реки достаточно извилистое.

## История
До основания Санкт-Петербурга называлась Ямаккайоки (фин. Jamakkajoki). В XVIII веке у реки было устоявшееся название — Маякуша, возможно, от искажённого финского топонима. В первой половине XIX века стали употребляться другие: Чёрная и Глухая речка. В 1864 году, для устранения одноимённости с другой Чёрной речкой, она была названа Смоленской речкой по находящимся на южном берегу Смоленским православному и на северном берегу лютеранскому и армянскому кладбищам. Позже, после 1929 года, она обрела своё нынешнее имя, которое полностью вытеснило предыдущий гидроним.
Ещё до основания Петербурга на правом (северном) берегу реки находились поселения — Чухонская деревня, которая в XIX в. называлась также Чухонской слободкой; в книге Алексея Греча она определяется как «ряд домов … до иноверческого Смоленского кладбища». В конце XVIII века появляются первые промышленные производства, а к второй половине XIX века большая часть берегов занята частными предприятиями. К началу Первой мировой войны большинство было реорганизовано в крупные заводы. Одно из таких предприятий — Васильевское отделение Санкт-Петербургского патронного завода, впоследствии Трубочный завод, при советской власти получивший имя М. И. Калинина.
С 1805 года причтом Смоленско-кладбищенской церкви 1 августа, в день Происхождения честных древ Животворящего Креста, производился крестный ход на речку для освящения воды.
В середине XIX века был спрямлён участок русла реки около Смоленского православного кладбища: после Смоленской церкви река уходила к югу, внутрь кладбища, к Петроградской дорожке, затем возвращалась к северу. На карте Санкт-Петербурга 1858 года показано два участка русла — старое и новое; старый участок засыпали и линия русла около кладбища приняла современный вид.
В 1960—1970-е годы было изменено направление русла в устье: для него прорыли канал и река стала впадать сразу в Финский залив, тогда как раньше устье Смоленки было в Малой Неве у острова Вольный.

В 1970-х годах укрепили северный берег реки Смоленки вдоль Смоленского мемориального кладбища «Остров Декабристов» за счёт возведения гранитной стенки-парапета. В то же время берег реки на стороне Смоленского православного кладбища остался в прежнем виде — грунтовым, с остатками старых деревянных свай.

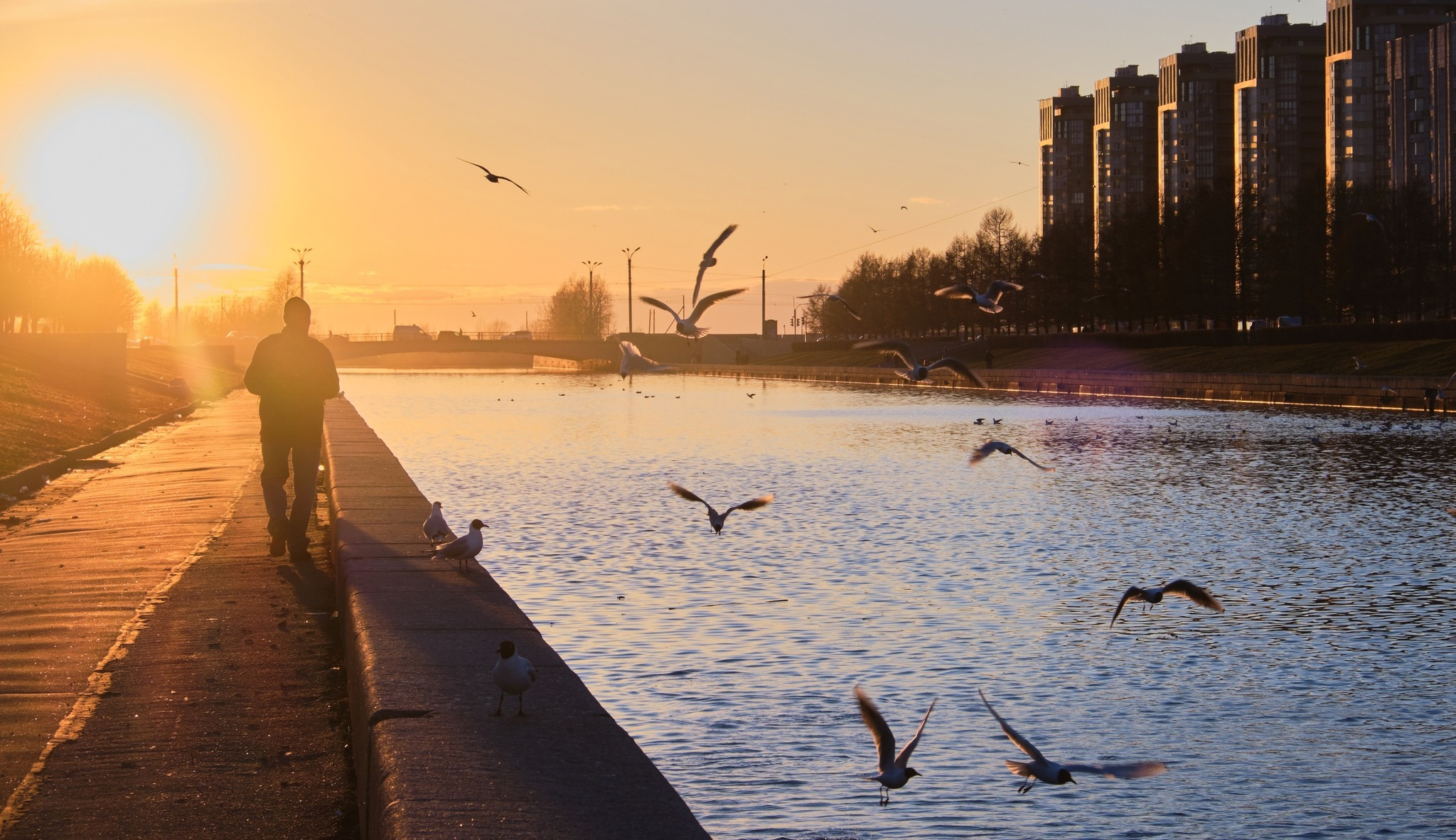
Вид в сторону устья реки, где она впадает в Финский залив

В декабре 2006 года было принято решение о переносе центрального Военно-морского музея на искусственный остров размером 4 га в устье реки Смоленки, но реализовано оно не было.

## Достопримечательности

### Исторические кладбища
- Смоленское православное кладбище
- Смоленское лютеранское кладбище
- Смоленское армянское кладбище

### Мосты
Через Смоленку перекинуто пять мостов, и ещё четыре моста соединяют берега искусственных рукавов Смоленки, огибающих искусственный остров в её устье. По порядку от истока до разветвления около устья идут:
- Уральский мост[1];
- Смоленский мост[1] (ранее назывался Немецким мостом, поскольку вёл к Лютеранскому (Немецкому) кладбищу[11]);
- Ново-Андреевский мост (пешеходный);
- Наличный мост[1];
- мост Кораблестроителей[1].

Через рукава Смоленки около устья перекинуты 1-й—4-й Смоленские мосты:
Генеральным планом Санкт-Петербурга предусматривается также строительство продолжения набережной Макарова и моста в створе новой набережной.

### Здания по наб. реки Смоленки
- Дом 5-7 — производственное здание И. Г. Кебке. 1894 год, Б. Е. Фурман.
- Дом 8/86 — Дом Шредера, 1796, третий этаж был надстроен в 1848-м[12].
- Дом 10 — доходный дом, левая часть надстроена в 1899 году по проекту П. М. Мульханова[13].

## Галерея

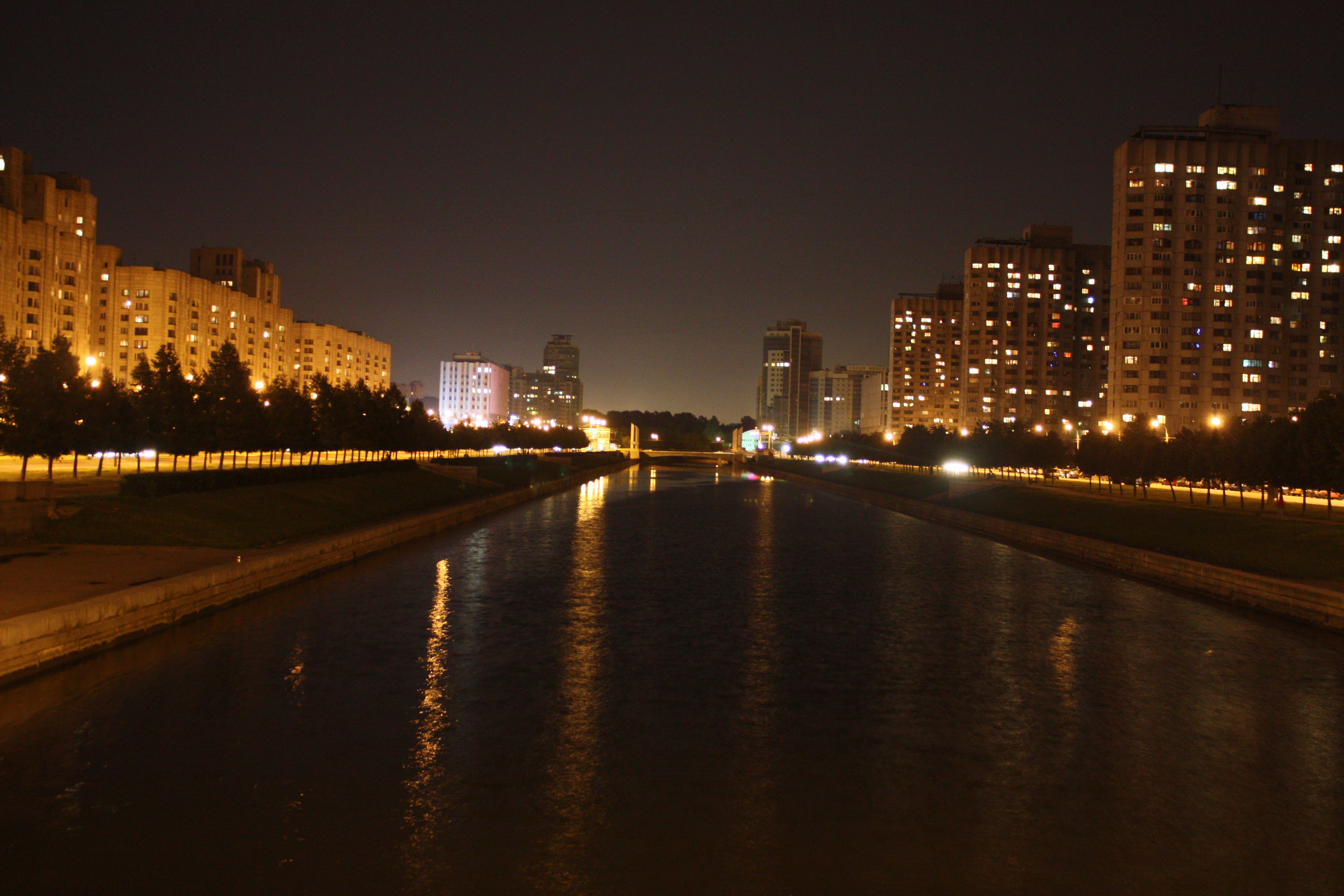
Река Смоленка ночью
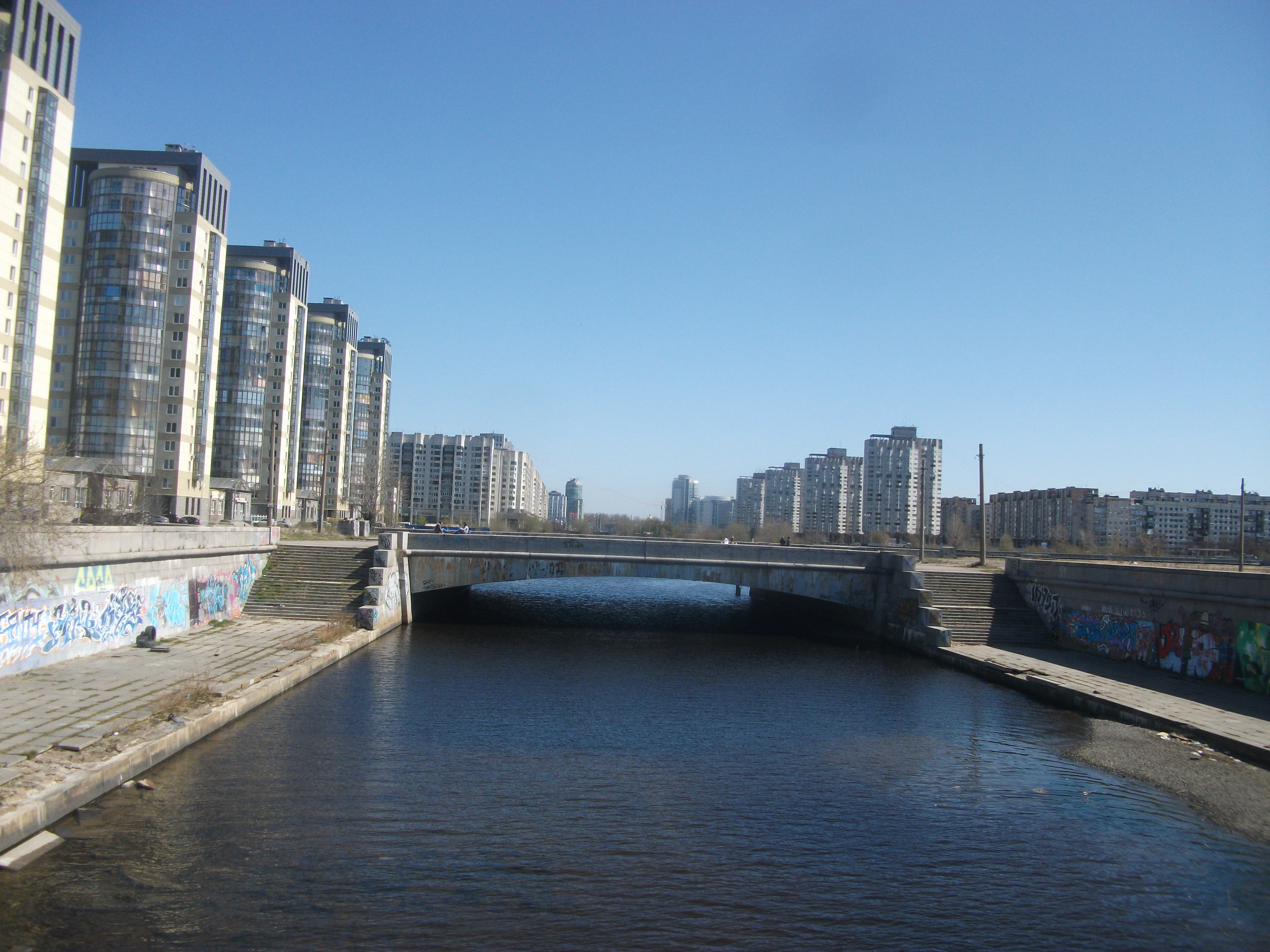
Река Смоленка, вид вверх от устья
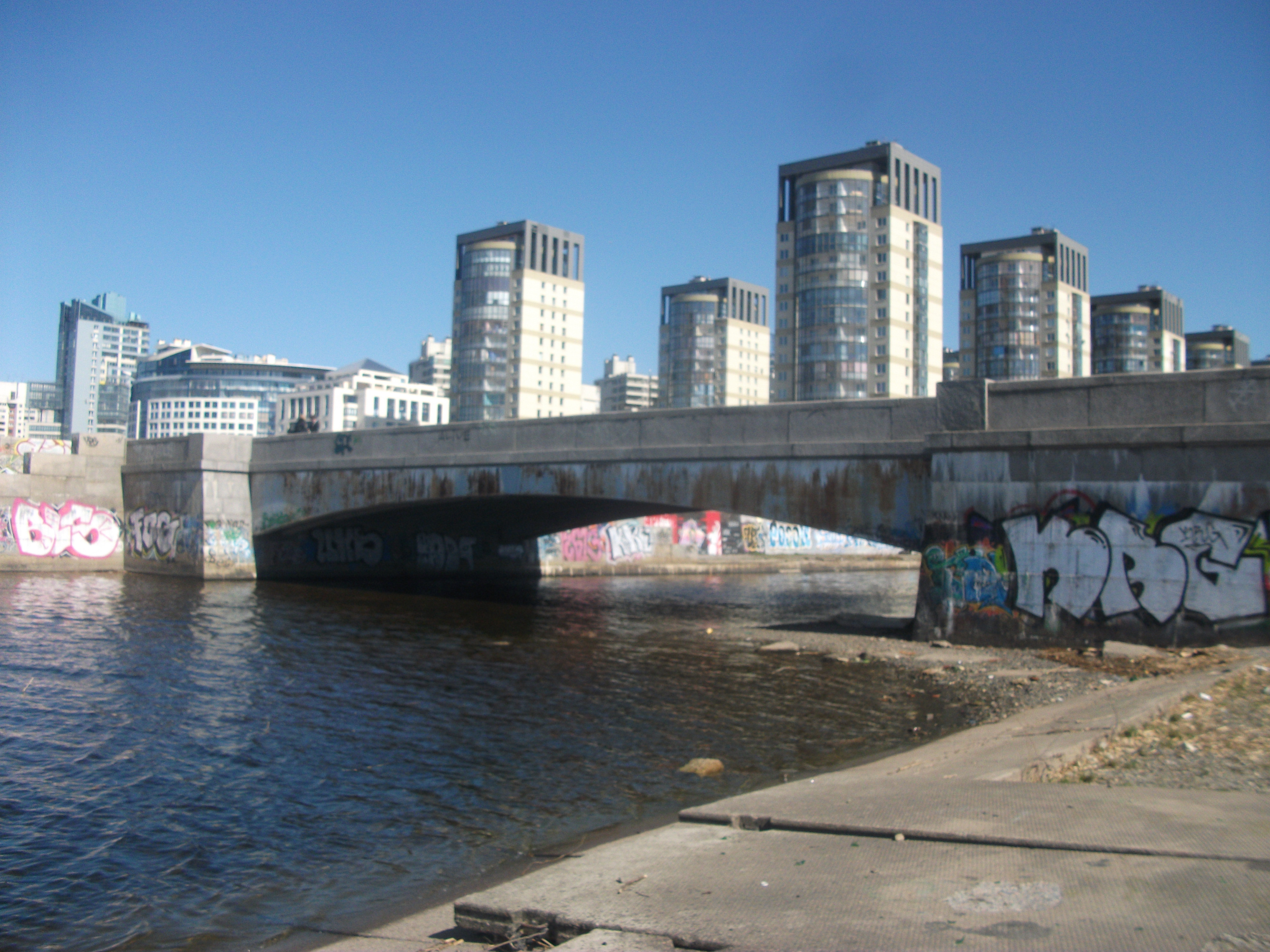
Река Смоленка, место впадения в Финский залив
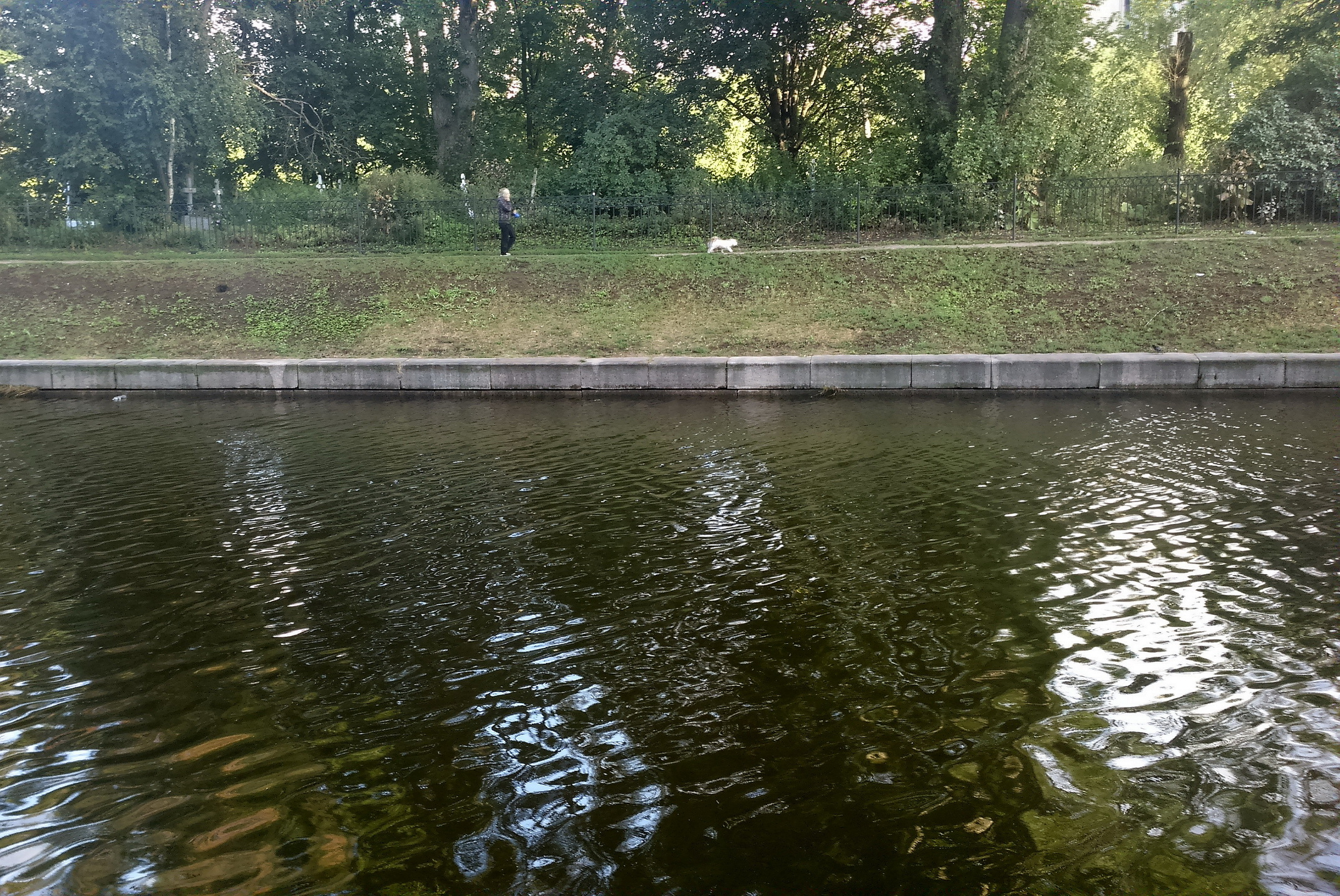
Берег на стороне мемориального кладбища летом
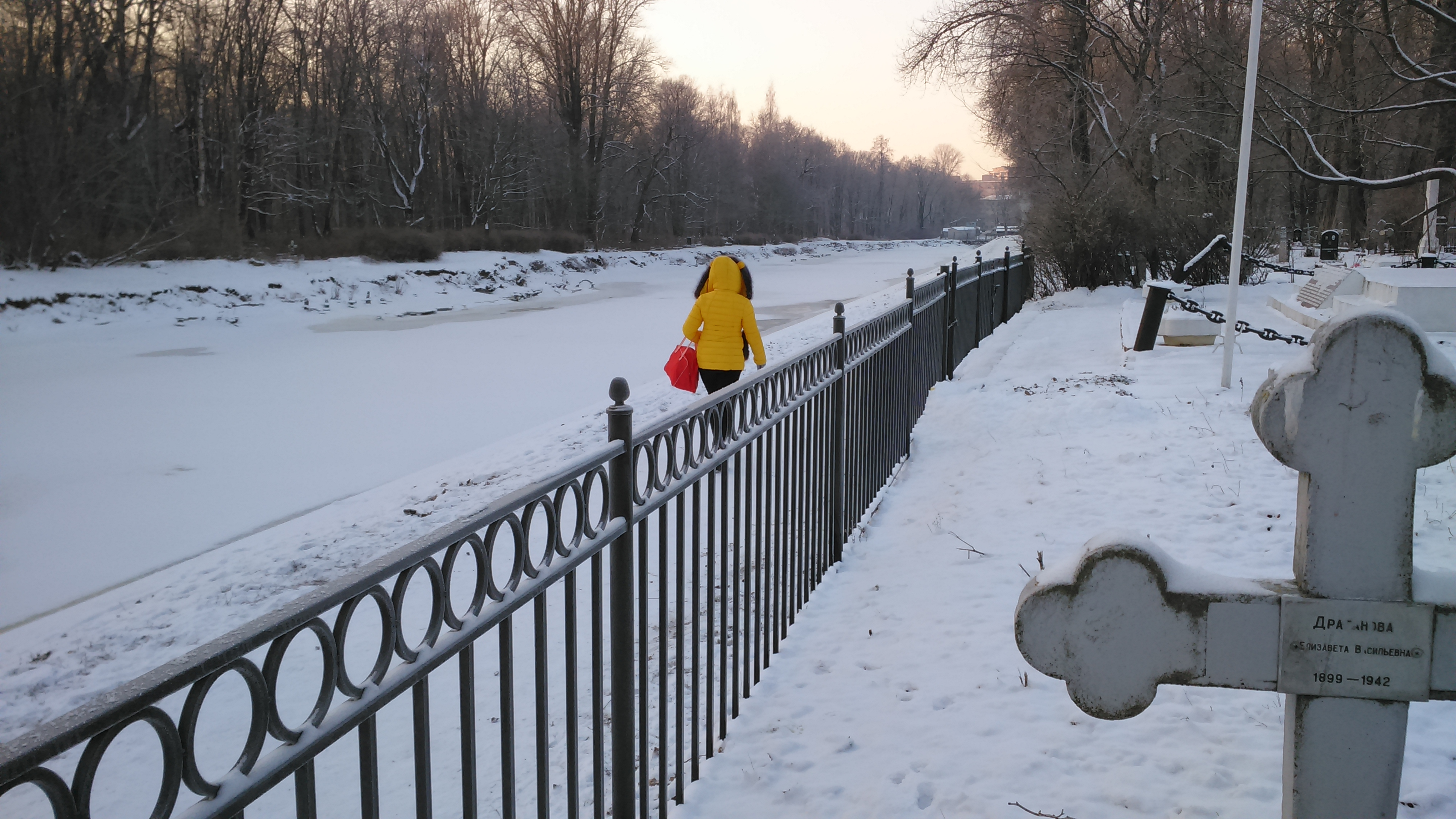
Ограда мемориального кладбища и Смоленка зимой